# Thlypopsis sordida
Thlypopsis sordida là một loài chim trong họ Thraupidae.